# Martin Österdahl

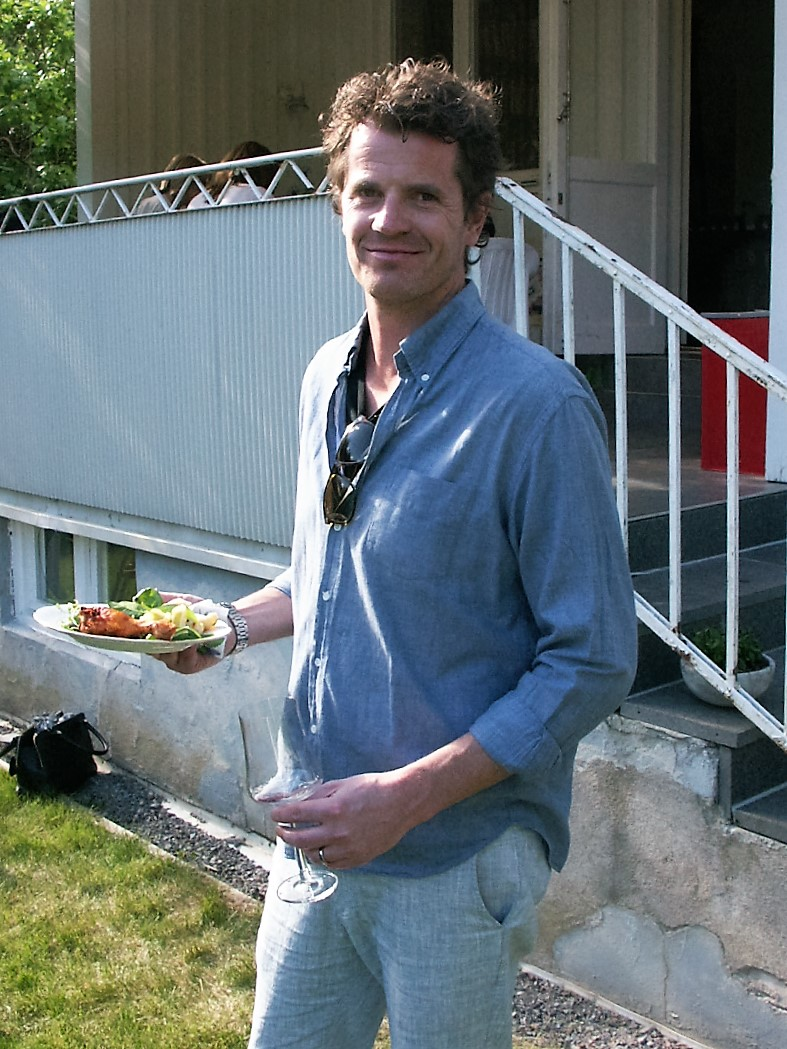
Martin Österdahl, 2016

Martin Österdahl (* 12. Oktober 1973 in Sollentuna) ist ein schwedischer Fernsehproduzent und Autor. Er war von 2020 bis 2025 Executive Supervisor des Eurovision Song Contest.

## Leben
Österdahl absolvierte die Universität Uppsala, wo er Wirtschaft, russische Philologie und internationale Beziehungen studierte.
Er war ausführender Produzent der Melodifestivalen 2007 und 2008. Er war ein Co-Produzent des Eurovision Song Contest 2013 und 2016 in Schweden.
Am 20. Januar 2020 gab die Europäische Rundfunkunion bekannt, dass Martin Österdahl nach dem Eurovision Song Contest 2020 das Amt des Supervisors und Leiters von Live-Events der EBU übernimmt. Er wird damit Nachfolger von Jon Ola Sand, der im November 2019 seinen Rücktritt von diesen Positionen bekanntgab. Der ESC 2020 wurde allerdings wegen der COVID-19-Pandemie abgesagt. Der Junior Eurovision Song Contest 2020 war das erste EBU-Live-Event, das er leitete.
2025 gab Österdahl seinen Rücktritt vom Eurovision Song Contest bekannt.
2016 debütierte Österdahl als Schriftsteller mit dem Thriller Be inte om nåd. Seither hat er mehrere Romane veröffentlicht.

## Romane

### Reihe Max Anger
- Be inte om nåd (2016)
  - Der Kormoran. Blanvalet, München 2018, ISBN 978-3-7341-0443-5.
- Tio svenska måste do (2017)
  - Der Adler. Blanvalet, München 2019, ISBN 978-3-7341-0492-3.
- Järnänglar (2019)
  - Der Geier. Blanvalet, München 2021, ISBN 978-3-7341-0493-0.

### Sonstige
- Parmiddagen (2022)
  - Silvester. Psychothriller. Blanvalet, München 2023, ISBN 978-3-7645-0848-7.